# Елино (городской округ Клин)
Елино — деревня в Клинском районе Московской области, в составе Городского поселения Клин. Население — 56 чел. (2010). До 2006 года Елино входило в состав Мисирёвского сельского округа.

## Расположение
Деревня расположена в центральной части района, примерно в 5 км к югу от города Клин, на безымянном левом притоке реки Жорновка (левый приток реки Сестры), высота центра над уровнем моря 163 м. Ближайшие населённые пункты — примыкающее на севере Мисирёво и Михайловское в 1 км на юг. Через деревню проходит региональная автодорога 46К-0170 (Московское большое кольцо — Белозерки).

## Население
| 2002 | 2006 | 2010 |
| ---- | ---- | ---- |
| 40   | ↘29  | ↗56  |